# Atletiek op de Paralympische Zomerspelen 2024 - Verspringen mannen T20
Het verspringen voor mannen klasse T20 op de Paralympische Zomerspelen 2024 vond plaats van op 7 september in het Stade de France.
Deze klasse is voor atleten met een verstandelijke beperking. Atleten in deze klasse hebben een IQ-score van 75 of minder. Titelverdediger was Abdul Latif Romly uit Maleizië, die in 2024 werd opgevolgd door Matvei Iakushev. Abdul Latif Romly behaalde het zilver en Jhon Obando uit Colombia won de bronzen medaille.

## Records
Voorafgaand aan het toernooi waren dit het wereldrecord en het Paralympisch record.
| Wereldrecord        | Maleisië Abdul Latif Romly | 7.64 | Jakarta        | 9 oktober 2018    |
| Paralympisch record | Maleisië Abdul Latif Romly | 7.60 | Rio de Janeiro | 11 september 2016 |

## Uitslag
| Rang   | Atleet                 | Atleet | #1   | #2   | #3   | #4   | #5   | #6   | Resultaat | Bijz. |
| ------ | ---------------------- | ------ | ---- | ---- | ---- | ---- | ---- | ---- | --------- | ----- |
| Goud   | Matvei Iakushev        | NPA    | 7.10 | 7.22 | 7.23 | 7.28 | x    | 7.51 | 7.51      |       |
| Zilver | Abdul Latif Romly      | MAS    | 7.22 | 7.43 | 7.45 | x    | x    | x    | 7.45      | SB    |
| Brons  | Jhon Obando            | COL    | 6.99 | 7.38 | 7.15 | 7.24 | 7.26 | x    | 7.38      |       |
| 4      | Hassan Dawshi          | KSA    | 7.27 | 6.63 | 7.31 | 7.14 | 7.06 | 7.13 | 7.31      | PB    |
| 5      | Noah Vucsics           | CAN    | 6.99 | 7.15 | 5.18 | 6.87 | 6.92 | 6.96 | 7.15      |       |
| 6      | Nicholas Hum           | AUS    | 6.91 | 6.94 | 6.97 | x    | 6.87 | x    | 6.97      | SB    |
| 7      | Athanasios Prodromou   | GRE    | 6.68 | 6.95 | x    | 6.85 | 6.85 | 6.85 | 6.95      |       |
| 8      | Roberto Chalá          | ECU    | 6.89 | 6.85 | 6.92 | x    | 6.80 | x    | 6.92      |       |
| 9      | Neto Paulo Cezar       | BRA    | 6.60 | 6.41 | 6.13 |      |      |      | 6.6       |       |
| 10     | Eddy Capdor            | MRI    | 6.21 | 5.76 | 6.21 |      |      |      | 6.21      |       |
| 11     | Theodor Rahjane Thomas | JAM    | x    | 6.01 | x    |      |      |      | 6.01      | PB    |